# 东荣街道
东荣街道，是中华人民共和国黑龙江省双鸭山市四方台区下辖的一个乡镇级行政单位。

## 行政区划
东荣街道下辖以下地区：
二矿社区和三矿社区。